# Ephedra regeliana
Ephedra regeliana là một loài thực vật hạt trần trong họ Ephedraceae. Loài này được Florin mô tả khoa học đầu tiên năm 1933.